# Máquina de leite de soja
Existem diversos tipos de máquinas de leite de soja. As indústrias usam máquinas de grande porte, com capacidade para produzir diversos litros de leite por hora. Estas foram as primeiras máquinas a serem produzidas, para colocar no mercado grandes quantidades de leite embalado.
Mais recentes são as máquinas para uso doméstico, que se apresentam na forma de um pequeno electrodoméstico, capaz de fazer leite de soja, de forma rápida e económica. São semelhantes a máquinas de sumos, mas têm capacidade para cozer, moer a soja e filtrar o resíduo, separando-o da água.
Embora a designação mais comum seja de máquina de leite de soja, em rigor estes pequenos electrodomésticos deveriam ser chamados máquinas de leite vegetal, visto que todos os modelos têm capacidade de confeccionar leite de arroz, de aveia e de frutos secos, como amêndoa e avelãs. Para isso, dispõem de dois ou mais programas diferentes, sendo os mais comuns os seguintes:
1) Programa para fazer leite de soja ou arroz, que consiste num processo alternado de cozedura e moagem. Este programa demora, tipicamente, 12 a 25 minutos, dependendo da máquina.
2) Programa para fazer leite de amêndoa, avelã ou outro fruto seco, que não precisa de cozedura. Este programa demora, na maioria das máquinas, de 2 a 6 minutos.
Originárias da Ásia em finais do século XX, estas máquinas tornaram-se rapidamente populares em praticamente todo o mundo ocidental. Os modelos mais comuns permitem produzir 1 a 2 litros de leite e pesam 2 a 4 kg.
Estas máquinas são, muitas vezes, usadas também em conjunto com um kit para tofu, permitindo fazer tofu em casa.